# ماري ك. ولس
ماري ك. ولس (بالإنجليزية: Mary K. Wells)‏ هي كاتبة سيناريو وكاتِبة وممثلة أمريكية، ولدت في 1 ديسمبر 1920، وتوفيت في 2000.

## وصلات خارجية
- ماري ك. ولس على موقع IMDb (الإنجليزية)
- ماري ك. ولس على موقع قاعدة بيانات برودواي على الإنترنت (الإنجليزية)
- ماري ك. ولس على موقع قاعدة بيانات الأفلام السويدية (السويدية)
- ماري ك. ولس على موقع قاعدة بيانات الفيلم (الإنجليزية)
- ماري ك. ولس على موقع كينوبويسك (الروسية)